# 普里什蒂納特蕾莎修女主教座堂
普里什蒂納特蕾莎修女主教座堂是位於科索沃普里什蒂納的一座羅馬天主教的主教座堂，現在仍在修建中。2007年，科索沃政府批准修建這座教堂。教堂獻給特蕾莎修女。教堂完成之後，天主教普里茲倫宗座署理區的主教座將從普里茲倫搬遷至普里什蒂納。教堂完成之後將會是普里什蒂納最高的建築物之一。

## 外部連結
- Official website of the Cathedral of Blessed Mother Teresa in Pristina
- On new foundations – The construction of the Cathedral of Blessed Mother Teresa in Pristina （页面存档备份，存于）, a video on YouTube from CRTN （页面存档备份，存于） about the construction of the Cathedral.

42°39′23″N 21°09′34″E / 42.65639°N 21.15944°E